# Amerila simillima
Amerila simillima là một loài bướm đêm thuộc phân họ Arctiinae, họ Erebidae.